# Doris Bosch
Doris Bosch (* 4. März 1931; † 28. September 2017 in Duisburg) war eine deutsche Erziehungswissenschaftlerin. Sie wurde vor allem bekannt mit ihren Beiträgen zur beziehungstheoretischen Didaktik.

## Leben
Doris Bosch wurde am 4. März 1931 geboren.
Sie war Professorin am Institut für Schul- und Unterrichtsforschung des Fachbereichs Erziehungswissenschaft der Westfälischen Wilhelms-Universität Münster.
Am 28. September 2017 starb Doris Bosch im Alter von 86 Jahren in Duisburg.

## Publikationen
- Die Bedeutung der Askese für die Wissenschaftslehre Max Webers. Dissertation, Westfälische Wilhelms-Universität Münster, 1962. Deutsche Nationalbibliothek
- Beziehungsfähigkeit als Erziehungs- und Unterrichtsziel in der Primarstufe: Beitrag der beziehungstheoretischen Didaktik zur Sozial- und Werterziehung in der Primarstufe. 1986. Münster: Lit-Verl. ISBN 978-3-88660-326-8
- Beziehungstheoretische Didaktik: Dimensionen der sozialen Beziehung im Unterricht. 1981 in der Reihe „Studien zur Pädagogik der Schule“, Band 7. Frankfurt am Main: Verlag Peter Lang. ISBN 978-3-8204-6988-2